# ターナー郡 (サウスダコタ州)
座標: 北緯43度31分 西経97度15分 / 北緯43.517度 西経97.250度
ターナー郡（英: Turner County）は、アメリカ合衆国のサウスダコタ州にある郡。2000年時点の人口は8,849人で、郡庁所在地はパーカー (Parker)。周辺の三つの郡とスーフォールズ大都市圏を構成している。

## 地理
アメリカ合衆国国勢調査局によると、この郡は総面積1,599 km2 (617 mi2) である。このうち1,598 km2 (617 mi2)が陸地で、2 km2 (1 mi2) が川や湖などの水地域である。総面積のうちの0.10%が水地域となっている。

### 郡区
この郡は下記の18郡区から成る。
| - ブラザーズフィールド (Brothersfield) - センタービル (Centerville) - チャイルズタウン (Childstown) - デインビル (Daneville) - ドルトン (Dolton) - ジャーマンタウン (Germantown) - ホーム (Home) - ハーレイ (Hurley) - マリオン (Marion) | - ミドルトン (Middleton) - モンロー (Monroe) - ノルウェー (Norway) - パーカー (Parker) - ローズフィールド (Rosefield) - セイラム (Salem) - スプリングバレー (Spring Valley) - スワンレイク (Swan Lake) - ターナー (Turner) |

### 幹線道路
- 国道18号線
- 国道81号線
- 州道19号線
- 州道44号線
- 州道46号線
- 州道19号線A

### 隣接する郡
- ミネハハ郡（北東）
- リンカーン郡（東）
- クレイ郡（南東）
- ヤンクトン郡（南西）
- ハッチンソン郡（西）
- マクック郡（北西）

## 人口動静

2000年国勢調査時の郡の人口ピラミッド

2000年の国勢調査によると、ターナー郡には8,849人、3,510世帯、及び2,478家族が暮らしている。人口密度は6/km2 (14/mi2) で、2/km2 (6/mi2) の平均的な密度に3,852軒の住居が建っている。この郡の人種の構成は白人98.86%、黒人（アフリカ系アメリカ人）0.15%、先住民0.27%、アジア系0.17%、その他の人種0.12%、および混血0.43%で、0.41%の人々がヒスパニックまたはラテン系である。
ターナー郡に住む3,510世帯のうち、31.60%は18歳未満の子どもと暮らしており、61.90%は夫婦で生活している。5.60%は未婚の女性が世帯主であり、29.40%は家族以外の住人と同居している。26.50%は独居で、全世帯の14.80%は65歳以上の独居老人世帯である。1世帯あたりの平均人数は2.46人であり、家庭の場合は2.99人である。
郡の住民は25.80%が18歳未満の子どもで、18歳以上24歳以下が6.20%、25歳以上44歳以下が24.80%、45歳以上64歳以下が22.80%、および65歳以上が20.40%となっている。平均年齢は40歳である。女性100人に対して男性は97.20人いて、18歳以上の女性100人に対しては男性は93.90人いる。
郡の世帯ごとの平均収入は36,059米ドルで、家族ごとでは42,704米ドルである。男性の28,833米ドルに対して女性は20,075米ドルの平均的な収入がある。この郡の一人当たりの収入 (per capita income) は17,343米ドルである。総人口の7.20%、家族の5.70%は貧困線以下である。18歳未満の子どもの6.30%及び65歳以上の11.30%は貧困線以下の生活を送っている。

## 出来事
ターナー郡は1880年10月13日から16日の4日間にかけて、州で初めてカウンティフェア（郡による農産物共進会）を開いた。現存する数少ない文献によるとそれは大規模なフェアだったが、それより後に書かれた文献にはターナー郡農業協会が同年の3月に結成されたと書かれている。協会は新しい開拓地での農業の成果や成功ぶりをアピールするためにつくられた。最初のフェアはパーカーのローズヒル墓地から北へ行き、道が折れ曲がるところをさらに北へ行ったデブローの所有地で開かれた。そこでは会場と川を隔てた第二通りの終点の間に橋がかけられたほか、競馬場や野球のダイヤモンドまでつくられた。

## 都市および町
- センタービル (en:Centerville, South Dakota)
- チャンスラー (en:Chancellor, South Dakota)
- デイビス (en:Davis, South Dakota)
- ドルトン (en:Dolton, South Dakota)
- フッカー (Hooker)
- ハーレイ (en:Hurley, South Dakota)
- アイリーン (en:Irene, South Dakota)
- マリオン (en:Marion, South Dakota)
- モンロー (en:Monroe, South Dakota)
- ナオミ (Naomi)
- パーカー (en:Parker, South Dakota)
- ビバーグ (en:Viborg, South Dakota)